# Muscoïdeus
Els muscoïdeus (Muscoidea) són una superfamília de dípters braquícers de l'infraordre dels esquizòfors, que inclou la gran família des múscids i famílies estretament relacionades amb ells.

## Taxonomia
Els muscoideus inclouen quatre famílies:
- Familia Scathophagidae
- Familia Anthomyiidae
- Familia Muscidae
- Familia Fanniidae